# Megacephala aequinoctialis
Espèce
Megacephala  aequinoctialis  est une espèce d'insectes coléoptères de la famille des Carabidae. Il a été décrit par Dejean en 1825. C'est un insecte prédateur d'autres arthropodes, de mœurs nocturnes, qui chasse au sol.

## Liste des sous-espèces
Selon NCBI (15 mars 2012) :
- sous-espèce Megacephala aequinoctialis aequinoctialis
- sous-espèce Megacephala aequinoctialis bifasciata